# Filialisierung (Geographie)
Filialisierung bezeichnet in Geographie, Immobilienwirtschaft und Stadtplanung die Verdrängung inhabergeführter Geschäfte des Einzelhandels durch Filialen größerer Handelsunternehmen. Der prozentuale Anteil an Filialen wird als Filialisierungsgrad bezeichnet.
Ortstypische Geschäfte werden aufgegeben, da ihre Inhaber die geforderten Mieten nicht mehr bezahlen können. An ihre Stelle treten Filialen national oder international operierender Großunternehmen, die aufgrund ihrer Marktmacht, rationellerer Geschäftsprozesse und weiterentwickelter Geschäftskonzepte trotz hoher Mieten Gewinne machen können.
Ein hoher Filialisierungsgrad kann zu homogenen gleichartigen Warenangeboten in den jeweiligen Geschäftszentren führen. Diese Homogenität wird häufig negativ bewertet.
Da jedoch Filialunternehmen häufig die Passantenfrequenz erhöhen und dadurch die bestehende Kaufkraft oftmals wie ein Magnet vor Ort halten, profitiert hiervon vielerorts nicht nur der filialisierte Einzelhandel selbst, sondern auch die lokalen Händler, die Gastronomie und im Endeffekt der gesamte Standort. 
Selbst das äußere Erscheinungsbild der jeweiligen Innenstadt kann positiv beeinflusst werden. Aufwändige Renovierungsmaßnahmen oder Gebäudesanierungen erfolgen oftmals erst, wenn Immobilieneigentümer einen langfristigen Mietvertrag mit einem wirtschaftlich stabilen Filialbetrieb schließen und die Finanzierung somit über einen langen Zeitraum gewährleistet ist.
Entscheidend für die Attraktivität eines Einkaufsstandorts ist daher seltener die Anzahl von Filialunternehmen, sondern eher die Kombination aus den verschiedenen Branchen und der Anbieterqualität. Erst ein zu großes einseitiges Angebot führt zu monotonen Innenstädten.